# Poesía de Estados Unidos
La poesía de Estados Unidos (conocida como American poetry) comenzó con los primeros intentos de los colonos de sumar sus voces a la de la poesía inglesa del siglo XVII, bastante antes de que las Trece Colonias se unificasen constitucionalmente (previamente, una importante tradición oral ligada a lo poético existió en las sociedades de los pueblos nativos de la zona). Como era de esperar, una parte importante de la primitiva obra de los colonos se basó en los modelos contemporáneos ingleses en lo que respecta a la métrica, dicción y temas. Sin embargo, en el siglo XIX empezó a emerger un idioma diferente en los Estados Unidos. Hacia finales del siglo, cuando Walt Whitman ya había conseguido una gran popularidad, un gran número de poetas de Estados Unidos habían comenzado a situarse en los primeros puestos de la vanguardia de la literatura en lengua inglesa.
Esta posición se mantuvo en el siglo XX, hasta el punto de que Ezra Pound y T. S. Eliot fueron quizá los más influyentes poetas en lengua inglesa de la primera mitad del siglo. Hacia los años sesenta, los jóvenes poetas del British Poetry Revival se fijaron en sus contemporáneos y predecesores estadounidenses como modelos para el tipo de poesía que querían escribir. Hacia finales del millennium, la consideración de la poesía estadounidense se ha diversificado, prestándose, por ejemplo, especial atención a la poesía escrita por mujeres, por afroamericanos, hispanos, nuyoricans, chicanos y otros grupos subculturales. La poesía, y la escritura creativa en general, ha tendido a hacerse cada vez más profesional con el aumento de los programas de escritura creativa en los departamentos de estudios ingleses de muchas universidades a lo largo del país.
Poetas destacados en la poesía estadounidense son Walt Whitman, Emily Dickinson, Henry Wadsworth Longfellow, Ambrose Bierce, Allen Ginsberg, John Greenleaf Whittier, Charles Bukowski, Carl Sandburg, Robert Lowell, Gwendolyn Brooks, Langston Hughes, Ogden Nash, Shel Silverstein, E. E. Cummings, William Carlos Williams, Robert Frost, Sylvia Plath, Maya Angelou, Giannina Braschi, Bob Dylan, y Gerald Stern.

## La poesía en las colonias

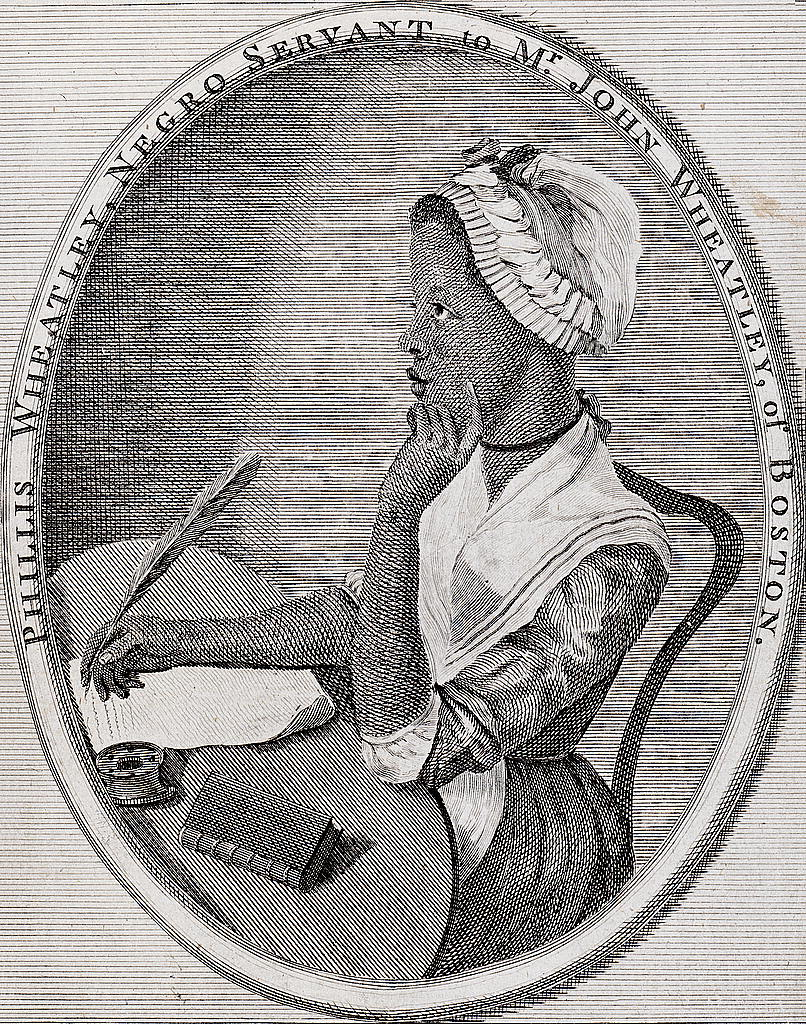
Phillis Wheatley

Cuando el contacto de Inglaterra con América aumentó tras la década de 1490, los exploradores incluyeron en ocasiones versos en sus descripciones del Nuevo Mundo. De acuerdo con esto, hacia 1650 (el año de "The Tenth Muse Lately Sprung Up in America" de Anne Dudley Bradstreet, que fue escrita en América, probablemente en Ipswich o North Andover - Massachusetts e impresa y distribuida en Londres), hay ya unos 14 escritores a los que se puede calificar de poetas americanos en inglés (habían estado en América y, en grados diferentes, habían escrito poemas o versos sobre el lugar). 

## Siglo XIX
Los dos poetas estadounidenses más significativos del siglo XIX fueron radicalmente distintos tanto en sus temperamentos como en sus estilos. Walt Whitman (1819-1892) era un trabajador, viajero, nacionalista, enfermero por decisión propia durante la Guerra Civil de los Estados Unidos (1861-1865), y un innovador en su poética. Su obra central fue Leaves of Grass.
Muchos de los poemas de Emily Dickinson (1830-1886) tratan el tema de la muerte, a menudo desvirtuada. "Because I could not stop for Death, he kindly stopped for me." «Como no pude detenerme por la muerte, ella amablemente se detuvo por mí». El comienzo de otro de los poemas de Dickinson juega con la posición que como mujer tiene en una sociedad dominada por los hombres y como poeta no reconocida:
"I'm nobody! Who are you? / Are you nobody too?"
«¡Soy nadie! ¿Quién eres tú? / ¿También eres nadie?»

## SigloXXyXXI
A principios del siglo XX surgieron otros poetas que alcanzaron reconocimiento internacional, al punto que algunos de ellos se consideran autores fundamentales, siendo quizá los dos más importantes Ezra Pound (1885-1972) y T.S. Eliot (1888-1965). En 1948, Eliot ganó el Premio Nobel de Literatura.
La poesía confesional es un género de poesía que emergió en el siglo XX en los Estados Unidos y consiste en la expresión de detalles íntimos de la vida del poeta, expresando temas como la enfermedad mental, secretos de la familia, y la sexualidad. Entre los poetas confesionales originales son John Berryman, Anne Sexton, Robert Lowell, Allen Ginsberg, Alicia Ostriker, y Sylvia Plath.
Los poetas puertorriqueños y "los nuyoricans" han escrito innumerables piezas de gran valor literario en inglés y en español (incluyendo a Julia de Burgos, 1914-1953) y asimismo, hay muchas piezas que alternan entre los códigos inglés-español como la novela Yo-Yo Boing! (1998) de Giannina Braschi. La poesía posmoderna y experimental de Braschi se destaca por proponer un discurso alternativo a los temas de la nación, el bilingüismo y la cultura. Otros de sus libros son: El imperio de los sueños (1988) y Estados Unidos de Banana (2011).
Otros poetas destacados en la poesía estadounidense hoy en día son Billie Collins, Natasha Trethewey, Joy Harjo, Jorie Graham, Terrence Hayes, Nikki Giovanni, Tracy K. Smith, y Rita Dove.